# 喧嘩の花道
『喧嘩の花道』（けんかのはなみち）は、1996年から順次発売されたケイエスエスによるやべきょうすけ主演のオリジナルビデオシリーズ。『大阪最強伝説 喧嘩の花道』とも。全5作が発売された。2013年には監督・主演を引き継いだ新シリーズがオールインエンタテインメントから2作リリースされている。

## 概要
スポーツジャーナリストの二宮清純による同名ノンフィクションが原作。前田日明、赤井英和らの高校時代のエピソードをベースに作られた。
第1作目は、三池崇史（監督）、NAKA雅MURA（脚本）、山本英夫（撮影）の三者のコラボレーションによって制作された。彼らはこの作品以後も何本かの作品で組んでいる。
第2作目以降は、石川均が監督を務めた。2〜3と4〜5で別の話になっている。
当初のVHS版ではシリーズ通して「大阪最強伝説」という冠が付いていたが（4作目のみ「最強鉄腕伝説」）、DVD化の際には1作目のみ冠が残された。新シリーズの舞台は横浜であり、冠は付いていない。
このシリーズを見た漫画家の髙橋ヒロシは主演のやべきょうすけのファンになり、それをきっかけに2人の交流が始まった。そして、これが後の映画『クローズZERO』が作られる布石となった。

## あらすじ
（第1作）
大阪の街に、喧嘩にむちゃくちゃ強いと言われる2人がいた。浪花西高校の玉井カズヨシと天南高の浜田タケシ。
2人がそれぞれ率いる高校生グループ間での火種が次々と起こり、やがて彼らがぶつかり合うのは必然と思われたが、運命のいたずらか、2人が直接対峙することは無く、すれ違いで終わってしまう。
後々、カズヨシは日本バンタム級のチャンピオンに輝き、タケシはプロレス界へ入り、格闘王と呼ばれることになる。
そしてついに2人の異種格闘技戦がリングの上で始まるのだった…。

## 登場人物
- 玉井カズヨシ（演 - やべきょうすけ） - モデルは赤井英和。
- 浜田タケシ（演 - 北村一輝） - モデルは前田日明。
- 空手家の倉田（演 - 酒井りゅうのすけ） - 道場破りに来たタケシを返り討ちにするが、後にタケシに空手を教えるようになる。モデルは空手家の田中正悟。

## ソフト
喧嘩の花道
- 大阪最強伝説 喧嘩の花道（VHS：1996/09/27）
- 大阪最強伝説 喧嘩の花道2（VHS：1997/04/25）
- 大阪最強伝説 喧嘩の花道3（VHS：1997/08/02）
- 最強鉄腕伝説 喧嘩の花道4（VHS：1998/03/27）
- 大阪最強伝説 喧嘩の花道5（VHS：1998/08/01）

## 新・喧嘩の花道

### キャスト
- ケン(酒屋)：黒石高大
- マサ(横浜巨悪組織集団“グリップス”)：菊地廣隆
- 加藤慶祐
- 勝信
- シュン(ケンの弟分)：木ノ本嶺浩
- 高橋恭子
- 護あさな
- 伊藤花菜
- 辻本一樹
- 伊丹幸雄
- セイジロウ(ケンの兄貴分)：やべきょうすけ

### スタッフ
- 監督：石川均
- 製作：及川次雄
- 企画：伊藤秀裕
- プロデューサー：鷲頭政充
- 脚本：山本健介、伊藤秀裕
- 脚本協力：鈴木ユーリ
- 撮影：さのてつろう
- 照明：北岡孝文
- 録音：沼田和夫
- 音楽：野島健太郎
- 音響効果：橋本正明
- 編集：目見田健
- アクションコーディネイト：辻本一樹
- 助監督：高田知徳
- 制作担当：野崎竜一
- 挿入歌「Be happy rocker」「I wanna be your man」「Lost time」「Seaside Hurricane」「ARIZONA」「キャロライナ」「I cannot control myself」演奏：MMS R&R ENGINEERING
- 制作：エクセレントフィルムズ
- 制作協力：GEARZ

### ソフト
全2作
- 新・喧嘩の花道（DVD：2013/06/25）
- 新・喧嘩の花道 完結編（DVD：2013/07/19）